# Birhane Dibaba
Birhane Dibaba (Etiopía, 11 de septiembre de 1993) es una deportista etíope, especialista en carreras de fondo. Ha ganado la maratón de Tokio en dos ocasiones: en 2015 con un tiempo de 2:23:15, y en 2018 en un tiempo de 2:19:51.